# Питиск (лунный кратер)
Кратер Питиск (лат. Pitiscus) — большой и глубокий древний ударный кратер в южном полушарии видимой стороны Луны. Название присвоено в честь немецкого математика и астронома Бартоломеуса Питискуса (1561—1613) и утверждено Международным астрономическим союзом в 1935 г. Образование кратера относится к нектарскому периоду.

## Описание кратера

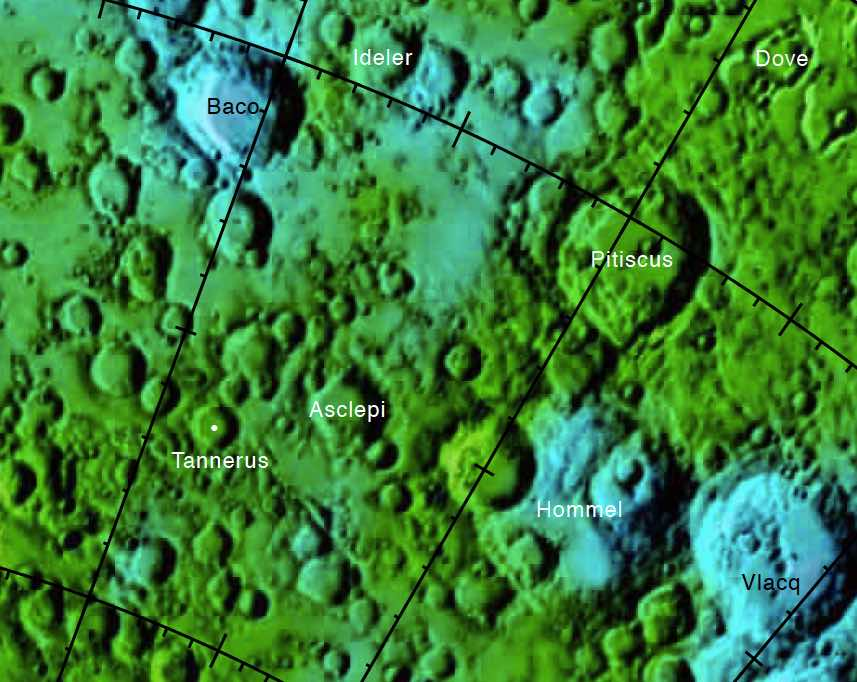
Окрестности кратера Питиск. Фрагмент карты области южного полюса Луны.

Ближайшими соседями кратера являются кратер Иделер на западе; кратер Спалланцани на северо-западе; кратер Дове на севере; кратеры Локьер и Жансен на северо-востоке; кратер Влакк на юго-востоке; кратер Хоммель на юге-юго-востоке и кратер Асклепий на юге-юго-западе. Селенографические координаты центра кратера 50°37′ ю. ш. 30°34′ в. д. / 50,61° ю. ш. 30,57° в. д., диаметр 79,9 км, глубина 4630 м.
Кратер Питиск имеет полигональную форму с небольшим выступом на юге-юго-востоке и умеренно разрушен. Вал с четко очерченной кромкой, внутренний склон вала сохранил остатки террасовидной структуры, в северо-западной части отмечен несколькими маленькими кратерами, в юго-западной части перекрыт сателлитным кратером Питиск E, внутри которого в свою очередь располагается меньший по размеру кратер. Высота вала над окружающей местностью достигает 1370 м, объем кратера составляет приблизительно 6300 км³. Дно чаши сравнительно ровное, возможно переформированное лавой. В центре чаши расположен сдвоенный округлый пик к которому на севере примыкает сателлитный кратер Питиск A. От южной части центрального пика отходит извилистая сглаженная гряда доходящая до южной части внутреннего склона. Состав центрального пика - анортозит (A), габбро-норито-троктолитовый анортозит с содержанием плагиоклаза 85-90 % (GNTA1) и габбро-норито-троктолитовый анортозит с содержанием плагиоклаза 80-85 % (GNTA2)..
Кратер Питиск включен в список кратеров с яркой системой лучей Ассоциации лунной и планетарной астрономии (ALPO).

## Сателлитные кратеры
| Питиск | Координаты                                            | Диаметр, км |
| ------ | ----------------------------------------------------- | ----------- |
| A      | 50°24′ ю. ш. 30°55′ в. д. / 50,4° ю. ш. 30,92° в. д.  | 10,2        |
| B      | 47°47′ ю. ш. 30°24′ в. д. / 47,79° ю. ш. 30,4° в. д.  | 23,5        |
| C      | 47°22′ ю. ш. 28°16′ в. д. / 47,37° ю. ш. 28,27° в. д. | 14,9        |
| D      | 49°07′ ю. ш. 26°33′ в. д. / 49,11° ю. ш. 26,55° в. д. | 20,5        |
| E      | 51°07′ ю. ш. 29°13′ в. д. / 51,12° ю. ш. 29,21° в. д. | 19,8        |
| F      | 46°59′ ю. ш. 29°25′ в. д. / 46,99° ю. ш. 29,42° в. д. | 11,6        |
| G      | 47°43′ ю. ш. 25°13′ в. д. / 47,71° ю. ш. 25,21° в. д. | 15,2        |
| J      | 48°15′ ю. ш. 26°26′ в. д. / 48,25° ю. ш. 26,44° в. д. | 6,5         |
| K      | 46°25′ ю. ш. 29°49′ в. д. / 46,41° ю. ш. 29,81° в. д. | 16,0        |
| L      | 51°16′ ю. ш. 33°35′ в. д. / 51,27° ю. ш. 33,59° в. д. | 8,2         |
| R      | 48°45′ ю. ш. 28°17′ в. д. / 48,75° ю. ш. 28,28° в. д. | 24,4        |
| S      | 47°47′ ю. ш. 27°38′ в. д. / 47,78° ю. ш. 27,63° в. д. | 23,5        |
| T      | 47°05′ ю. ш. 27°56′ в. д. / 47,09° ю. ш. 27,93° в. д. | 8,1         |
| U      | 49°03′ ю. ш. 33°17′ в. д. / 49,05° ю. ш. 33,28° в. д. | 5,0         |
| V      | 49°25′ ю. ш. 34°19′ в. д. / 49,41° ю. ш. 34,31° в. д. | 5,0         |
| W      | 50°25′ ю. ш. 27°42′ в. д. / 50,41° ю. ш. 27,7° в. д.  | 24,0        |

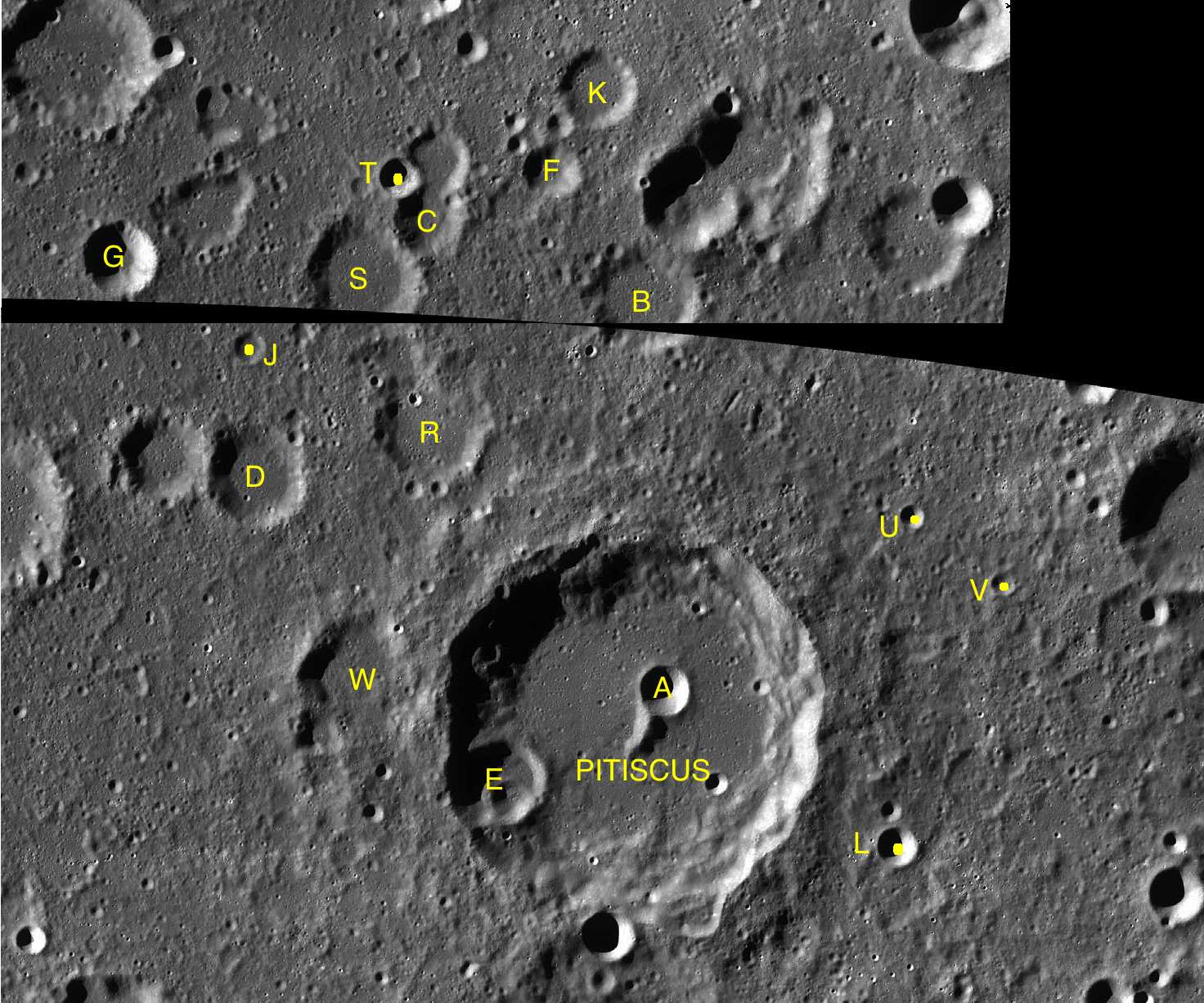
Фрагменты карт LAC-113, LAC-127.

- Сателлитные кратеры Питиск A и Питиск L включены в список кратеров с яркой системой лучей Ассоциации лунной и планетарной астрономии (ALPO) [7].

## См.также
- Список кратеров на Луне
- Лунный кратер
- Морфологический каталог кратеров Луны
- Планетная номенклатура
- Селенография
- Минералогия Луны
- Геология Луны
- Поздняя тяжёлая бомбардировка